# Atal Nagar
Atal Nagar, auch Naya Raipur oder Nava Raipur, ist eine sich im Bau befindende Planstadt im indischen Bundesstaat Chhattisgarh. Sie soll zukünftig Raipur als Hauptstadt von Chhattisgarh ersetzen. Wichtige Verwaltungsbehörden des Staates sind bereits in die Stadt gezogen. Die Stadt liegt zwischen den National Highways NH-53 und NH-30, etwa 17 km südöstlich der Hauptstadt Raipur. Der Flughafen Swami Vivekananda trennt Raipur und Atal Nagar.
Atal Nagar ist Indiens siebte geplante große Stadt nach Jamshedpur (Jharkhand), Bhubaneswar (Odisha), Gandhinagar (Gujarat), Chandigarh, Navi Mumbai (Maharashtra) und Durgapur (Westbengalen) und die vierte unter den Hauptstädten.

## Stadtentwicklung
Nach der Gründung des neuen Bundesstaates Chhattisgarh im November 2000 beschloss die Landesregierung, eine geplante neue Stadt zu schaffen, welche die Funktion als Hauptstadt übernehmen sollte. Eine umfassende Studie wurde durchgeführt, um einen perfekten Standort in der Nähe der bisherigen Hauptstadt Raipur für die Stadt zu finden. Ein imaginärer Kreis mit einem Radius von 50 km wurde um Raipur gezogen und dieses Gebiet in vier Quadranten unterteilt. Jeder Quadrant wurde dann im Kontext der regionalen Entwicklung, der bestehenden Entwicklung, der klimatischen Faktoren, der Flora und Fauna, der Wasserressourcen, des Verkehrsnetzes usw. analysiert. Der Standort fiel letztlich auf einen Punkt knapp 15 Kilometer von Raipurs Flughafen entfernt.
Mit der Planung der Stadt wurde die Naya Raipur Development Authority (inzwischen umbenannt in Atal Nagar Vikas Pradhikaran) beauftragt. Die Stadt soll im Vergleich zu den meisten bestehenden indischen Städten über viele Grünflächen verfügen und unter dem Konzept der Smart City entwickelt werden. Etwa die Hälfte des gesamten erworbenen Landes wird für öffentliche Einrichtungen verwendet; 23 % des Landes wären für Regierungs- und Bildungseinrichtungen reserviert; und 30 % des Landes werden für Wohnzwecke und wirtschaftliche Zwecke genutzt. Es ist vorgesehen, dass die Stadt bis zur Phase 3 des Projekts im Jahr 2031 ungefähr 560.000 Menschen beherbergt. Zur wirtschaftlichen Entwicklung der Stadt sollen gezielt Industrien und Technologieparks angesiedelt werden. Auch mehrere Universitäten und Krankenhäuser sind im Bau.

## Sport
In Atal Nagar befindet sich das 2008 eröffnete Shaheed Veer Narayan Singh International Cricket Stadium, welches mit 65.000 Plätzen das zweitgrößte Cricketstadion in Indien ist.